# Paola Sanguinetti
Paola Sanguinetti (Parma, 15 febbraio 1958) è un soprano italiano.
Dopo aver studiato presso il Conservatorio di Parma ha seguito un corso di perfezionamento presso l'Accademia Lirica Internazionale di Katia Ricciarelli. Nel 1994, dopo aver vinto il 15º Concorso Nazionale  “Mattia Battistini” di Rieti, ha iniziato una carriera che l'ha vista protagonista nei maggiori teatri e sale da concerto italiani ed esteri, tra cui il Regio di Parma, il Teatro Filarmonico di Verona, il Teatro Donizetti di Bergamo, il Teatro delle Muse di Ancona, il Politeama Greco di Lecce, il KKl di Lucerna, la Grande Sala del Popolo di Pechino, il Parco della Musica di Roma, il Wembley Stadium di Londra, l'Arena di Pola, il Waldbühme di Berlino, il Musikverein di Vienna e l'Opera di Stato di Praga. 
È stata la protagonista di diverse opere liriche, tra cui La cambiale di matrimonio di Rossini, L'elisir d'amore di Donizetti,  e Tosca di Puccini,  Pagliacci di Leoncavallo, La traviata di Verdi, Le nozze di Figaro di Mozart. È stata Mimì nella Bohème di Puccini, Donna Elvira nel Don Giovanni di Mozart, Desdemona nell'Otello di Verdi, Leonora nel Trovatore di Verdi. Recentemente ha debuttato nel ruolo di Adriana Lecouvreur nell'omonima opera di Francesco Cilea.
Ha interpretato i Carmina Burana di Orff e la Petite messe solennelle di Rossini. Nel 2009, con l’orchestra I Virtuosi di Praga e il Prague Chamber Choir diretti da Romano Gandolfi, ha partecipato al Teatro Filarmonico di Verona alla prima assoluta dell’oratorio La Divina Provvidenza del compositore contemporaneo Narciso Sabbadini.
Si è esibita al fianco di Andrea Bocelli nel tour europeo del 1997 e nel tour americano del 1998, quest'ultimo con la Royal Philharmonic Orchestra di Londra diretta da Marcello Rota, con esibizioni a Buenos Aires, Rio de Janeiro, Miami, New York e Washington. Ha preso parte anche al tour europeo di Andrea Bocelli del 2003. Con Bocelli ha registrato un concerto alla BBC Radio 2 di Londra nella trasmissione in diretta  Friday Night is Music Night, con l'Orchestra della BBC diretta da Marcello Rota. Nel 2003 ha preso parte al tour dell'Orchestra di Venezia in Giappone, esibendosi in vari teatri e auditorium nipponici.
Paola Sanguinetti ha svolto inoltre un'intensa attività concertistica nei più importanti teatri italiani ed europei, principalmente in duo l'arpista Davide Burani ma anche con vari ensemble musicali, tra cui Gli Archi Italiani, I Solisti di Parma e il Quartetto di Cremona.
Nell'ottobre 2016 ha ricevuto il Premio speciale Maria Callas del XVI Festival Internazionale "Omaggio a Maria Callas" di Sirmione.
Nel 2019, nel centenario della nascita del tenore Renato Gavarini, ha ricevuto il premio "Verdi d'Oro" dall'associazione culturale Corale Verdi di Parma.